# Baník (1056 m)
Baník (1056 m) – szczyt w Starohorskich Wierchach na Słowacji. Znajduje się w miejscowości Donovaly, w północnym, opadającym do Przełęczy Donowalskiej (950 m) grzbiecie Baraniej hlavy (1206 m).
Jest to szczyt bezleśny. Znajdują się na nim górne stacje wyciągów narciarskich dużego ośrodka narciarskiego Park Snow Donovaly, a na stokach północno-wschodnich narciarskie trasy zjazdowe. Powyżej, na grzbiecie łączącym Baník ze szczytem Barania hlava znajduje się osiedle Polianka. Zachodnimi, również bezleśnymi stokami Baníka prowadzi szlak turystyki pieszej (jest to odcinek Cesty hrdinov SNP) oraz rowerowej. Znajduje się tutaj także skrzyżowanie szlaków turystycznych Vrchlúka.  

## Szlaki turystyczne
pieszy: Donovaly – Vrchlúka – Kečka – Hadliarka – sedlo Hadlanka – Kozí chrbát – Hiadeľské sedlo. Czas przejścia: 3.10 h, ↓ 3 h
  pieszy: Vrchlúka – Pri javore – Krčahy-Kovačka – Jelenská skala-lúky – Žiare – Šachtička
 rowerowy: Donovaly – Vrchlúka – Hadliarka – sedlo Hadlanka – Hiadeľské sedlo – sedlo pod Babou – Korytnica-kúpele – Korytnica rázcestie

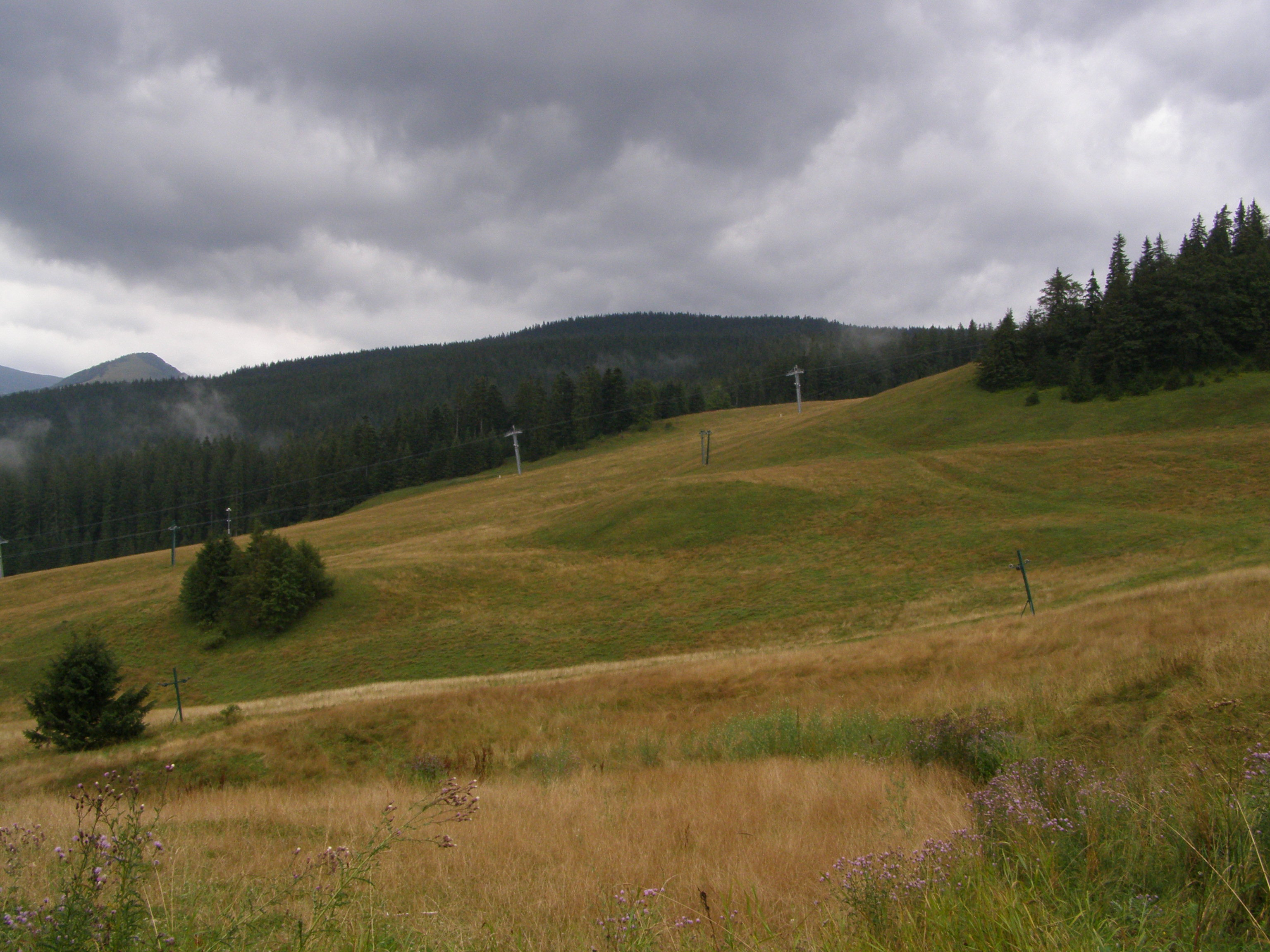